# 401(k)退休福利計畫

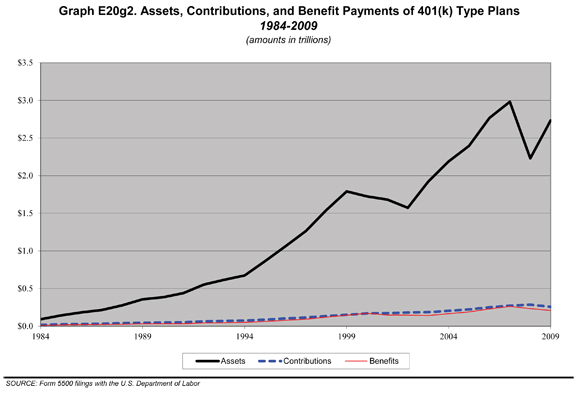
401(k)基金規模

401(k)退休福利計畫，是美國於1981年創立一種延後課稅的退休金帳戶计划，美國政府將相關規定明訂在國稅法第401(k)條中，故簡稱為401(k)計劃。美國的退休計劃有許多類，像公務員、大學職員是根據其法例供應退休金，而401(k)只應用於私人公司的僱員，但因為廣泛，所以也被當作退休金的代名詞。
计划是可选性质亦是自願性質。雇主可选择提供或者不提供这一退休计划，雇主亦可以资金激励雇員投放，若选择提供该计划则须对所有雇员公平开放，作為公司的一些員工福利。雇员可自由選擇参与或不参与，所以亦可选择非雇主提供的个人退休金计划，非國家強制。
401(k)退休福利计划允许雇員划拨部分繳稅的薪水至個人的退休基金账户直至离职，這部分所得暫時不會扣稅，划拨部分多寡可自行决定。该账户内的金额在退休前提取，往往会导致罚金，在退休后提领雖然要課稅，但按年紀可享受税收优惠。

## 內容
401(k)計劃由勞工雇主申請設立後，雇員每月提撥某一數額薪水至其退休金帳戶。當勞工離職時可以選擇將其中金額撥往一個金融機構的个人退休金帳戶（IRA）或是新公司的401(k)帳戶。
该账户有对参与者有如下好处：
- 资金在退休账户内增值的部分（包括资产增值、分红、利息等）时，免予缴纳资本增值税。
- 雇员可从以下两种税收安排中选择一种：

1. Traditional 401(k)：划拨至退休账户之金额在划拨时从当年度应税收入中扣除，但在退休提领时计入提领年度应税收入。
2. Roth 401(k)：划拨至退休账户之金额在划拨时照常计入当年度应税收入，但在退休提领时不再计为应税收入。

- 雇员可以购房为目的向该账户借款，借款额不超过账户金额的50%。若以此法借款，则借款利息将会存入401(k)账户。（即雇员缴纳之借款利息将存入账户，可用投资且在退休后可提出）

此外，若雇主支持配比方案（Match），则雇员向该退休计划内投入的资金会获得雇主的配比奖励。
该账户亦对参与者提出如下限制：
- 每年投入401(k)退休账户的金额不应超过当年薪资的60%或国税局核定当年可投入401(k)之上限。
- 除国税局核定的数种特殊情况外（重病，生活贫困等），该账户在60岁前提现将有10%罚金。
- 该账户在70岁6个月之后每年须提出一定数额的资金（由国税局核定改最小数额）。否则，国税局将对提取不足的部分加收50%罚金。

## 公司配比
当员工将部分薪水投入401(k)账户中时，大公司与雇主往往会按比例配送（Match）一定金额给员工。举例而言，若公司配比为50%，则员工每向自己的401(k)账户中投入1元，公司也将投入0.5元进入该员工的401(k)账户。最终员工的401(k)账户中将有1.5元收入。
公司并非一定要配比一定数额给员工，是否配比往往与该公司员工收入分布有关。若公司员工普遍高薪，公司往往需要以公司配比激励较员工特别是低薪水的员工投资401(k)账户。此项原因在于，若投资401(k)之高薪员工（Highly-Compensated Employee，由国税局IRS每年核定标准）相较投资401(k)之低薪水员工的投资额差距高于2%时，国税局便会以公司401(k)账户不公允为由停止该公司401(k)計畫。是故公司往往以公司配比作为激励，令高薪与低薪员工均有动力投足401(k)計畫年度上限额，以避免国税局惩罚。

## 延伸阅读
- 侯捷宁整理. . 证券日报. 2011-12-23  [2012-09-19]. （原始内容存档于2013-12-14） （中文（中国大陆））.
- 证监会研究中心田向阳张磊. . 人民网. 2012年2月15日  [2012年9月19日]. （原始内容存档于2017年8月2日） （中文（中国大陆））.
- . 中国经济网. 2011年8月16日  [2012年9月19日]. （原始内容存档于2015年2月16日） （中文（中国大陆））.
- 高连奎. . 和讯网评论专栏. 2012年11月23日  [2012年11月23日]. （原始内容存档于2013年4月13日） （中文（中国大陆））.
- 储信艳，韩旭阳 (实习生). . 新京报. 2012-07-08  [2013年3月21日]. （原始内容存档于2020年9月7日） （中文（中国大陆））.